# ندي روكو
ندي روكو (بالكرواتية: Nada Rocco)‏ هي ممثلة كرواتية، ولدت في 15 سبتمبر 1947 في زغرب في كرواتيا.

## وصلات خارجية
- ندي روكو على موقع IMDb (الإنجليزية)